# Wilhelm Knabe

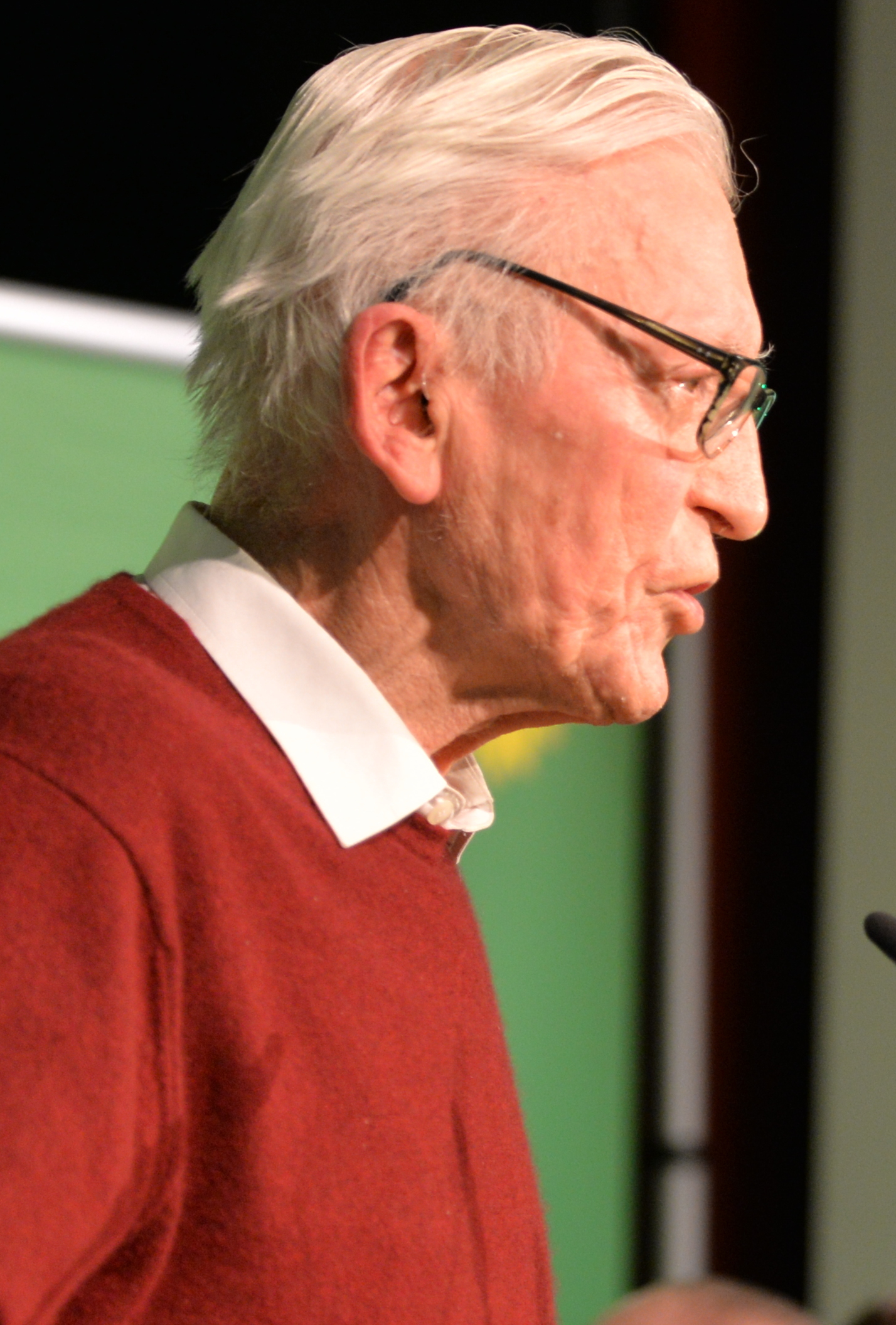
Knabe beim Landesparteirat der Grünen in Mülheim (2014)

Erich Wilhelm Knabe (* 8. Oktober 1923 in Arnsdorf, Sachsen; † 30. Januar 2021 in Mülheim an der Ruhr) war ein deutscher Forstwissenschaftler und Politiker. Er war Mitbegründer der Partei Die Grünen und von November 1982 bis Dezember 1984 einer der drei Bundessprecher, zudem erster Sprecher (Landesvorsitzender) der Landespartei in Nordrhein-Westfalen. Von 1987 bis 1990 gehörte er dem Deutschen Bundestag an. Als Forstwissenschaftler trat Knabe vor allem in der Waldschadensforschung hervor.

## Leben

### Jugend- und Kriegsjahre
Wilhelm Knabe wurde als siebtes von neun Kindern des lutherischen Geistlichen Erich Knabe und dessen Frau Helene, geb. Rost, in Arnsdorf in der damaligen Amtshauptmannschaft Dresden-Neustadt geboren. Bereits in seiner Kinder- und Jugendzeit hielt er sich gern im Wald auf und entwickelte seine Liebe zur Natur. Als er 16 Jahre alt war, verlor er seinen Vater. Dieser war Leiter einer Anstalt mit schwer Erziehbaren und Epileptikern, hatte sich in der Zeit des Nationalsozialismus gegen den Abtransport der Kranken gewehrt und starb zwei Tage nach einem Verhör durch die SS. Wilhelm Knabe besuchte in Leipzig die Volksschule und die Nikolaischule (Oberschule). 1936 kam er auf das Internat des Staatlichen Gymnasiums St. Afra in Meißen, an dem er 1942 das Abitur ablegte. Danach absolvierte er seinen Wehrdienst bei der Luftwaffe. Aus Krieg und Gefangenschaft kehrte Knabe 1945 als überzeugter Pazifist zurück. Aufgrund seiner christlichen Überzeugung trat er im Frühjahr 1946 in die Christlich-Demokratische Union Deutschlands ein.

### Forststudium und wissenschaftliche Karriere
Er studierte von 1946 bis 1950 Forstwirtschaften an der Forstlichen Fakultät der Technischen Hochschule Dresden in Tharandt. In diesen Jahren engagierte er sich in der Evangelischen Studentengemeinde und in der von Forststudenten gegründeten Arbeitsgemeinschaft „Wald und Volk“, die vor allem bei Lehrern das Verständnis für den Wald fördern wollte. Sein Forststudium schloss Knabe als Diplom-Forstwirt ab. Aus ideologischen Gründen erhielten die Mitglieder seines Abschlussjahrgangs ihr Zeugnis erst, nachdem sie sich verpflichtet hatten, die Forstfacharbeiterprüfung nachzuholen.
Anschließend arbeitete Wilhelm Knabe von 1951 bis 1959 als Wissenschaftlicher Assistent von Georg Pniower am Institut für Gartenkunst und Landschaftsgestaltung der Humboldt-Universität zu Berlin. Von diesem erhielt er den Auftrag, für seine Dissertation ein Verfahren zur Begrünung der sterilen "Mondlandschaften" des Braunkohlenbergbaus zu entwickeln. Hierbei knüpfte er an die Vorarbeiten von Rudolf Heuson aus den 1920er-Jahren an. Bereits 1952 fasste er in einem ausführlichen Beitrag alle bisherigen Forschungsergebnisse zusammen und gab Anleitung zur bestmöglichen Wiedernutzbarmachung. Im September 1957 wurde er am Institut für Garten- und Landeskultur der Landwirtschaftlich-gärtnerischen Fakultät der Humboldt-Universität in den Fächern Landespflege, Bodenkunde und Agrargeographie bei Georg Pniower zum Dr. agr. promoviert. Seine Dissertation trug den Titel Untersuchungen über die Voraussetzungen der Rekultivierung von Kippen im Braunkohlebergbau, die 1959 unter dem Titel Zur Wiederurbarmachung im Braunkohlenbergbau. Allgemeine Darstellung des Problems der Wiederurbarmachung und spezielle Untersuchungen im Lausitzer Braunkohlenbergbau veröffentlicht wurde. Hierin beschrieb er erst das "Schwarzkollmer Verfahren und später das "kombinierte Domsdorfer Meliorationsverfahren", die erste industriell anwendbare Methode um die sterilen Kippen wieder nutzbar zu machen.
Auf politischen Druck durch die SED-Machthaber sollte er als Reserveoffizier zur Nationalen Volksarmee gehen, was Knabe jedoch ablehnte. Auch ging er zu keiner Wahl, was ihn ebenfalls suspekt machte. Schließlich entschied sich der junge Familienvater, mit seinen Angehörigen aus der DDR in die Bundesrepublik Deutschland zu fliehen. Dort begann Wilhelm Knabe 1959 als Geschäftsführer des Deutschen Pappelvereins und Lignikultur in Bonn und Düsseldorf einen beruflichen Neuanfang, wurde jedoch 1961 von Professor Johannes Weck an das Institut für Weltforstwirtschaft der Bundesforschungsanstalt für Forst- und Holzwirtschaft (BFH) in Reinbek berufen. Dort befasste er sich weltweit mit Fragen der Rekultivierung von Industrieödland und setzte seine Karriere als internationaler Experte für Rekultivierung im Steinkohlenbergbau von Ohio in den Vereinigten Staaten fort, wobei er seine Erfahrungen aus der DDR einbrachte. Auch in  England, Frankreich, Schottland und Wales forschte er zu Bergbaufolgen. 1968 übertrug er seine ostdeutschen Forschungsergebnisse auch auf die bergbaubedingten Umweltprobleme seiner neuen westdeutschen Heimat, in dem er 1968 das erste wissenschaftliche Buch zur Haldenbegrünung im Ruhrgebiet publizierte.
Anschließend kehrte Knabe nach Deutschland zurück. Zum Thema Luftreinhaltung suchte die Landesanstalt für Immissions- und Bodennutzungsschutz in Essen einen Forstmann, und so war er bei dieser Einrichtung von 1966 bis 1976 als Oberregierungsrat und Regierungsdirektor tätig. 1976 wechselte der Umweltforscher als Regierungsdirektor an die Landesanstalt für Ökologie, Landschaftsentwicklung und Forstplanung (LÖLF) in Düsseldorf und Recklinghausen, wo er bis 1987 blieb. In dieser Zeit beschäftigte sich Knabe vor allem mit der Waldschadensforschung und war an der immissionsökologischen Waldzustandserfassung in Nordrhein-Westfalen (IWE 1979) beteiligt. Unter dem Schlagwort „Waldsterben“ wurde die Problematik ab Anfang der 1980er Jahre dann auch in der breiten Öffentlichkeit diskutiert.
Wilhelm Knabe hatte in den Jahren 1963 bis 1987 verschiedene Lehraufträge an Universitäten in Berlin, Hamburg, Düsseldorf, Saarbrücken, Wien und Dortmund. Seit 1991 gab er Blockvorlesungen zum Thema Ökologie an der Technischen Universität Dresden. Weiter beschäftigte er sich mit dem zeitgeschichtlichen Forschungsprojekt „DDR und Grüne“, veranstaltete Umweltseminare, war Vorsitzender der Mülheimer Kreisgruppe der Schutzgemeinschaft Deutscher Wald, Mitarbeiter der Gaia Society, Oxford, und Fördermitglied der Heinrich-Böll-Stiftung, deren Archiv „Grünes Gedächtnis“ er auch einen Teil seines wissenschaftlichen und politischen Nachlasses überließ.
Wilhelm Knabe war verheiratet und Vater von vier Kindern. Einer seiner Söhne ist der Historiker Hubertus Knabe.

### Politischer Werdegang
Wilhelm Knabe war von 1946 bis 1959 Mitglied der Christlich-Demokratischen Union Deutschlands (CDU) in der DDR und von 1959 bis 1966 der CDU in der Bundesrepublik Deutschland. Als Anfang und Mitte der 1970er Jahre die ersten Bürgerinitiativen aufkamen, die sich für eine Verbesserung der Umwelt einsetzten, schrieb Knabe 1976 die etablierten Parteien CDU, SPD und FDP an mit dem Tenor: „Wir haben in Essen eine aktive Umweltgruppe. Wir wollen etwas tun und wir können Sie in diesen Fragen beraten.“ Auf seine Briefe bekam er zwar höfliche Antworten, aber keine der Parteien zeigte Interesse.

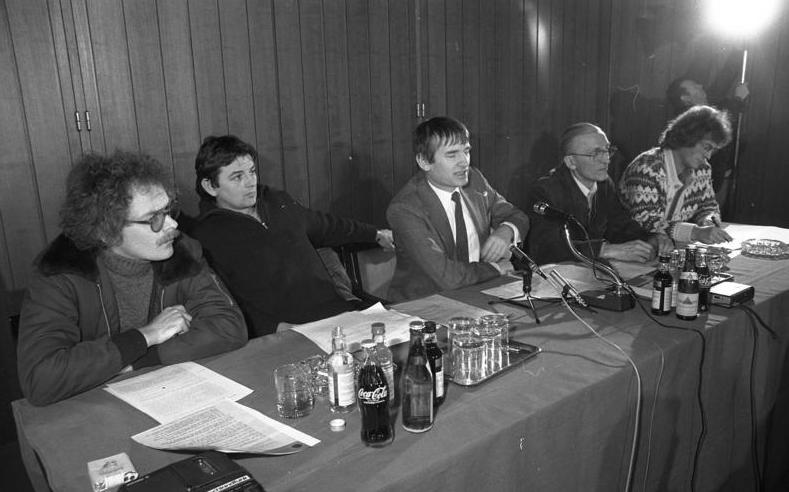
Wilhelm Knabe (zweiter von rechts neben Otto Schily) bei einer Pressekonferenz zur Bundestagswahl 1983

Daraufhin gehörte der eher Konservative 1978 zu den Mitbegründern der kurzlebigen Grünen Liste Umweltschutz (GLU) und war später deren Sprecher. In den Jahren 1979/1980 gründete er die Partei Die Grünen sowohl auf kommunaler als auch auf Landes- und Bundesebene mit und war von 1982 bis 1984 Sprecher der Bundespartei. Zunehmend geriet er mit seiner politischen Betätigung und der Verpflichtung als Landesbeamter in Konflikte. Dies ging so weit, dass seine Abteilung bei der LÖLF, die sich seit 15 Jahren mit der Waldschadensforschung auseinandergesetzt hatte, 1982/83 bei der durch die „Waldsterben“-Debatte veranlassten Personalerhöhung der LÖLF in diesem Bereich leer ausging. Laut Knabe „begründete“ der damalige LÖLF-Präsident Albert Schmidt dies später ihm gegenüber mit dem Satz „Ich kann ja nicht zulassen, dass Sie jeden Tag im Fernsehen erscheinen“.
Über die Landesliste in Nordrhein-Westfalen gewählt war Knabe von 1987 bis 1990 Mitglied des Deutschen Bundestages. Dort gehörte er dem Innerdeutschen Ausschuss an und hatte wieder mit der DDR zu tun. Dabei suchte er auch intensiv den Kontakt zu Umweltgruppen oder Friedensgruppen. Er schmuggelte eine Druckmaschine zur Umwelt-Bibliothek im Bezirk Prenzlauer Berg, der Zentrale der Umweltgruppen in der DDR. Über einen Spitzel in der Gruppe erfuhr die Staatssicherheit der DDR von der Aktion. In der Nacht vom 24. auf den 25. November 1987 startete das Ministerium für Staatssicherheit (MfS) die „Aktion Falle“, in der die Bibliothek durchsucht wurde und mehrere Mitarbeiter verhaftet wurden. Im Zuge dieser Razzia beschlagnahmte die Staatssicherheit Geräte, wobei auch die Druckmaschine als Stein des Anstoßes konfisziert wurde und nie wieder auftauchte.
Während seiner Zeit als Mitglied des 11. Deutschen Bundestags gehörte Knabe auch der Enquête-Kommission „Vorsorge zum Schutz der Erdatmosphäre“ an. Später war er von 1994 bis 1999 zweiter Bürgermeister in Mülheim an der Ruhr. Er war Mitglied der Vereinigung ehemaliger Abgeordneter des Bundestages und Europaparlaments sowie der Grünen-Seniorenorganisation „Grüne Alte“. Seit Mai 2011 war er Mitglied des Länderrats der grünen Bundespartei als Delegierter des Landesverbands Nordrhein-Westfalen.
Nach dem Tod von Hanns Theis am 22. Dezember 2020 war Knabe der älteste lebende ehemalige Bundestagsabgeordnete. Am 30. Januar 2021 starb er mit 97 Jahren infolge einer COVID-19-Infektion.

## Audio
- Grünen-Mitbegründer Wilhelm Knabe „Das ist eine Notwehr des Planeten gegen Überlastung“, Wilhelm Knabe im Gespräch mit Moritz Küpper, Zeitzeugen im Gespräch, Deutschlandfunk, 25. Juni 2020, Audio-Version

## Schriften
- Wiederurbarmachung des Kippengeländes, in: Kirst, Ernst: Braunkohlenbergbau. Anleitung für Planung und Betrieb, Berlin 1952, S. 60–112.
- Untersuchungen über die Voraussetzungen der Rekultivierung von Kippen im Braunkohlenbergbau Dissertation. Berlin 1957.
- Zur Wiederurbarmachung im Braunkohlenbergbau. Allgemeine Darstellung des Problems der Wiederurbarmachung und spezielle Untersuchungen im Lausitzer Braunkohlenbergbau. Berlin 1959.
- als Mitverfasser: Haldenbegrünung im Ruhrgebiet. Nr. 22 der Schriftenreihe Siedlungsverband Ruhrkohlenbezirk. Essen 1968.
- Immissionsökologische Waldzustandserfassung in Nordrhein-Westfalen (IWE 1979). Fichten und Flechten als Zeiger der Waldgefährdung durch Luftverunreinigungen. Heft 37 der Reihe Forschung und Beratung. Reihe C, Wissenschaftliche Berichte und Diskussionsbeiträge. Münster 1983.
- mit Gerd Cousen et al.: Regionale Verteilung einiger Nähr- und Schadstoffgehalte in Fichtennadeln. Schätzungen anhand von Analysen dreijähriger Nadeln aus der bundesweiten „Immissionsökologischen Waldzustandserfassung 1983“. Heft 360 der Schriftenreihe des Bundesministers für Ernährung, Landwirtschaft und Forsten. Reihe A, Angewandte Wissenschaft. Münster-Hiltrup 1988, ISBN 3-7843-0360-9.
- Erinnerungen – Ein deutsch-deutsches Leben. Mülheim an der Ruhr 2019, ISBN 978-3-9813807-3-6.[13]

## Auszeichnungen
- 2007 – Verdienstorden des Landes Nordrhein-Westfalen[14]
- 2008 – Kavalierkreuz des Verdienstordens der Republik Polen
- 2014 – Bundesverdienstkreuz 1. Klasse

Wilhelm Knabe war Ehrenvorsitzender des Kreisverbands Bündnis 90/Die Grünen Mülheim an der Ruhr.